# 華の舞
『華の舞』（はなのまい）は、1988年12月にDYNAXが開発・発売した、花札のアダルト向けアーケードゲームである。
タイトルに“華”を冠した同社のアダルト向けアーケードゲームとしては4作目となるが（#関連作品を参照）、1作目のマイナーチェンジにとどまっていた従来作と比べ、全面的に内容の変更やボリュームアップがされている。特に、アダルト要素としてのご褒美映像の、脱衣のみにとどまらないアーケードのアダルトゲームではトップクラスと言われるほどの過激な性的描写が特徴で、各映像では様々な猥褻行為に加え、全裸や局部を晒すものも存在する。局部は白丸で隠されるが、ディップスイッチの設定により外すことが可能（ただし、露わになった局部も簡素な描写にとどまっている）。

## ゲーム概要
こいこいのルールでコンピュータ（以下「相手」）と勝負し、相手に3回勝つか、相手の得点（作中の単位は“文”）を0以下にするとステージクリア。全8ステージをクリアすると、メッセージのみの簡素なエンディングが表示された後、ステージ1へ戻る。逆に自分の得点が0以下になるとゲームオーバー。コンテニューすると、負けたステージの最初からの再開となる。
ご褒美映像は、ステージごとに3種類用意され、1回勝つごとに1つずつ、相手の得点を0以下にした場合は最後まで一気に表示される。数枚程度だがアニメーションし、一部では悲鳴や簡単な台詞といったボイスもある（ボイスはゲーム中のナビゲーションでも使用されている）。
その他、取ることができる（同じ札種同士の）場札と手札が強調表示される、ナビゲーション機能がある。

## ステージ・設定
様々な時代で様々な女性に身を変えた「恒姓人ダイアナ」に“女性的屈辱”を与えるのが目的で、各ステージ開始時に舞台となるA.Dとタイトルが提示される。具体的なストーリーはクレジット未投入時のデモで流れるが、その中には“エピソードIV”といった『スター・ウォーズ』のパロディも含まれている。
なお、プレイヤーの得点は、ステージを跨いでの持ち越しはされず、次のステージでは0にリセットされてしまう。
|   | A.D  | タイトル           | 内容 | 文 |
| - | ---- | ------------------ | --- | -- |
| 1 | 877  | 弥生の章           | 十二単をまとった女性。着物を脱いだ後、自慰姿を晒す。この女性は、クレジット投入直後の画面にも登場する。                         | 8  |
| 2 | 1588 | 恐山の怪           | 白装束の女性。山上へ運ばれ、拘束されたところに大蛇の化物が現れ、装束を裂かれて乳首や局部など全身を舐め回される。               | 12 |
| 3 | 1900 | 初恋鹿鳴館         | ドレスを着た貴婦人。発情した馬に服を奪われ、背後から腰を振られる。その際、前から見えない何かに乳房を揉まれるような描写もある。 | 16 |
| 4 | 1987 | トイレアクシデント | タンクトップにツインテールの少女。トイレで用を足そうと下着を下ろしたところを、ドアを開けられ、下半身丸出しで放り出される。     | 20 |
| 5 | 1988 | 白昼のハプニング   | 事務服姿の銀行の受付嬢。防犯訓練で、強盗役に水鉄砲で脅され服を脱いだ後、錐型の受付の標識を股間に出し入れされる。               | 24 |
| 6 | 1989 | 恋愛クリニック     | ナース服姿の看護婦。興奮した患者にナース帽とパンティ以外脱がされ、特大注射器でパンティの股布を徐々に湿らされていく。           | 30 |
| 7 | 1990 | 教壇の悲惨         | 眼鏡をかけた女性教師。授業中に大勢の生徒の手で下着と眼鏡を取られ、全身をまさぐされる。                                         | 40 |
| 8 | 2010 | アイドル・ステージ | 白いステージ衣装を着たアイドルの少女。宙を舞う小型ロボット達と歌うが、暴走したロボットに衣装を脱がされていく。                 | 50 |

## 役
本作で適用されるこいこいの役は以下のもの。それぞれ本作独自の得点（文）が設定されている。また、短札・たね・かすの三種は、枚数が多いとそれに応じて得点が増加する。
- 五光（15文）
- 四光（10文）
- 雨四光（8文）
- 三光（6文）
- 花見酒（3文）
- 月見酒（3文）
- 猪鹿蝶（5文）
- 赤短（6文）
- 青短（6文）
- 短札（1文～）
- たね（1文～）
- かす（1文～）
- 親権（6文）

## 秘技（イカサマ）
勝負中、めくり札をめくる時に「秘技エナジー」を得られることがあり、貯めた秘技エナジーで、以下の「秘技（イカサマ）」を購入できる（括弧内は購入に必要なエナジー）。いずれも使い切りで、複数の購入は不可。また、任意で使用するタイプの秘技を使用しなかった場合も、次の勝負には持ち越せない。
- 手札交換の術(20) - 勝負開始前、指定した手札を、別の札に交換できる。枚数に制限はなく、手札の全交換も可能。
- 場札交換の術(40) - 自分の手番に2回まで使用可能。全ての場札を別の札に交換する。
- どんでんの術(60) - 自分の手番に2回まで使用可能。自分の手札と相手の手札を総入れ替えする。子の時に1回使うと手札が1枚減った状態になってしまう。
  - なお、後のDYNAX作品にも似たようなイカサマがあるが、取札まで交換する上に相手に役を作られた時に発動できるようになっている。
- とんこばの術(80) - その勝負中、自番のめくり札を見ることができる。
  - なお、後のDYNAX作品では相手のめくり札まで見えるよう改良されている。
- 先制攻撃の術(100) - 次の勝負で親になれる。自然に親となる時に購入しても秘技エナジーを消費するだけで無意味となる。
- 三光積込の術(200) - 光札の一部（3枚）を手札に引き入れる。
- 透視眼の術(300) - 相手の手札を透視できる。ディップスイッチの設定で常に相手の手札が開示されている場合は無意味となる。
- 五光積込の術(400) - 光札を全て（5枚）手札に引き入れる。

## 関連作品
- 華弥生 - 本作より前に同社から発売された花札ゲーム。ご褒美画像は、障子を指で突き破り、その向こうの女性を露わにしていくもの。
  - 華吹雪 - 上記『華弥生』のメダルゲーム版。
  - 華菖蒲 - 上記『華弥生』のキャラクターを差し替えたバージョン。
- 華胡蝶（はなこちょう） - 同社から翌1989年に発売された。本作のメダルゲーム版。秘儀の要素および一部のステージや役が削除されている。
- 華折鶴 - 同社から翌1989年に発売されたアーケードゲーム。システムは本作を受け継いでいるが、ご褒美画像は簡略化されている[4]。
  - 華仁義 - 上記『華折鶴』のメダルゲーム版。
- 京極華の舞DELUXE - ネクスト社から発売された、メダルタイプの花札ゲーム。タイトルに本作名が含まれているが、内容は別物。ご褒美映像の過激さは控えたものとなっているが、『華折鶴』同様、ご褒美映像中にボタン連打によってイタズラが可能となっている。